# Медиалогия
Медиало́гия — российская ИТ-компания, разрабатывает и поставляет услуги автоматической системы мониторинга и анализа СМИ и социальных сетей в режиме реального времени с использованием искусственного интеллекта (ИИ). Головной офис компании располагается в Москве. В компании работает около 700 сотрудников.
Пользователями «Медиалогии» являются коммерческие и государственные структуры.

## Собственники
До 2019 года 75% доли «Медиалогии» было у компании IBS и 25% — у Сергея Мацоцкого.
В 2019 году Банк ВТБ купил 63 % долей ООО «Медиалогия», 21 % остались за Мацоцким, а оставшиеся 16 % перешли гендиректору «Медиалогии» — Александру Волкову.
В 2021 году Банк ВТБ, через дочернюю компанию «ВТБ Капитал Финанс», нарастила свою долю в «Медиалогии» до 72,25 %.

## История
В компании IBS для собственных нужд разработали систему поиска и анализа информации. Система оказалась удачной и её начали использовать не только внутри компании, но и для сторонних клиентов. В 2003 году основали отдельную компанию — «Медиалогия». Компания начала предоставлять услуги по поиску упоминаний в СМИ и социальных сетях, предварительно обрабатывая эту информацию, рейтингуя её и сортируя по признаку «негативные» и «позитивные» упоминания. К 2010 году «Медиалогия» обрабатывала информацию из более чем 4,5 тыс. различных СМИ, клиентами являлись пресс-службы компаний и госорганов.
В марте 2021 года компания провела ребрендинг, в результате которого обновила логотип, шрифт, фирменный стиль.

### Программа Призма
По мере развития Рунета и нарастающих протестов 2011 года власти начали активнее следить за политической активностью в интернете, а в кабинетах чиновников появились системы по мониторингу этой активности. Так ещё до думских выборов 2011 года в кабинете Вячеславу Володину была настроена программа «Призма» компании «Медиалогия», способная в реальном времени отслеживать дискуссии в социальных сетях и блогах. Программа была нацелена непосредственно для личного использования руководителями. Система характеризовала высказывания по тональности, например на «негативные» и «позитивные», «конкурентов» и прочее, тем самым представляя информационное пространство как поле непрекращающейся битвы.
Директор Центра политинформации Алексей Мухин высказался о системе так, что «это нужно для спецслужб и Кремля». По оценке НИУ ВШЭ Алексея Незнанова пободные программы потенциально могут манипулировать общественным мнением.
На 2012 год система отслеживала 60 млн «источников» и была установлена многим чиновникам.

## Система
Система «Медиалогия» состоит из двух основных частей:
- база данных: более 99 тыс. источников СМИ, 2,5 млрд аккаунтов социальных сетей;
- автоматизированный аналитический модуль.

База СМИ «Медиалогии» обновляется и пополняется на ежедневной основе.
Автоматизированный аналитический модуль в свою очередь состоит из двух частей:
1. робота поисковика;
2. автоматической системы распознавания и анализа контента.

Автоматизированная аналитическая система является комплексной разработкой компании.
Также «Медиалогия» разработала и зарегистрировала «МедиаИндекс», призванный облегчить задачу качественного анализа публикаций СМИ. Индекс основывается на различных показателях размещаемого материала, как-то:
- цитируемость СМИ и социальные метрики СМИ;
- позитив/негатив;
- главная/эпизодическая роль;
- размер статьи, номер полосы, аудитория (PR value);
- наличие фотографии;
- упоминание объекта в заголовке;
- наличие прямой и косвенной речи.

Индекс рассчитывается автоматически и может колебаться в пределах от −1.000 до +1.000. Знак индекса зависит от позитивного или негативного упоминания искомого объекта в статье. Чем выше МедиаИндекс опубликованного материала, тем более позитивным и заметным является сообщение в поле СМИ.
Работа с системой происходит через web-интерфейс. Упомянутые технологии позволяют проводить мгновенный количественный и качественный анализ текстов. Наряду с контекстным присутствует объектный поиск, исключающий информационный шум. Результаты поиска и/или анализа доступны в виде графиков и таблиц с возможностью экспорта готовых отчётов в различные форматы документов. В системе доступны текстовые версии телепрограмм основных федеральных новостных телевизионных каналов: 1 канал, Россия 24, Россия 1, НТВ, РЕН, ТВ Центр, РБК, Матч ТВ. В мае 2009 года появилась функция мониторинга социальных медиа. В январе 2015 года компания выпустила продукт по анализу цитируемости СМИ для издательских домов.
C 1 января 2017 года «Медиалогия» внесла изменения в расчёт «МедиаИндекса» — вместе с показателем цитируемости СМИ для оценки влиятельности источников теперь будут учитываться социальные метрики (количество likes/shares), а вес влиятельности СМИ в формуле «МедиаИндекса» повышается. По результатам изменений значения «МедиаИндекса» с 1 января 2017 возросли.
В продуктовую линейку «Медиалогии» входят:
- «Медиалогия PR» — система мониторинга и анализа СМИ;
- «Медиалогия Соцмедиа» — система мониторинга и анализа соцмедиа;
- «Медиалогия МассМедиа» — мониторинг и анализ цитируемости СМИ;
- «ГЛАСС» — мониторинг новостей для руководителей высшего звена;
- «Призма» — система мониторинга блогов и социальных сетей в режиме реального времени для топ-менеджмента;
- «Электронный офис» — мобильный инструмент руководителя на платформе iPad;
- «Инцидент» — инструмент реагирования в социальных медиа.

## Финансовые показатели

### Финансовые показатели
Большую часть выручки компания получает от контрактов с частными компаниями. В то же время одним из стабильных источников доходов являются госконтракты: в 2016 году они принесли 243 млн руб., в 2017 году — 223 млн руб., в 2018 году — 131 млн руб. По итогам 2020 года чистая прибыль компании составила 299,8 млн рублей.

## Награды
- 2020 год — «Премия Рунета» в номинации «Государство и общество».
- 2018 год — «Премия Рунета» в номинации «Технологии и инновации».
- Благодарность Министра культуры и массовых коммуникаций Российской Федерации (9 июня 2006 года) — «за активное участие в организации и проведении Первого Форума научной и творческой интеллигенции государств-участников СНГ»[5].